# David Morgan (nadador)
David Morgan (Cardiff, 1 de janeiro de 1994) é um nadador australiano, medalhista olímpico.

## Carreira

### Rio 2016
Morgan competiu na natação nos Jogos Olímpicos de Verão de 2016 conquistando a medalha de bronze com o revezamento 4x100 metros medley.